# Cesuris
Cesuris (llamada oficialmente Santa María de Cesuris)es una parroquia y una entidad de población del municipio español de Manzaneda, en la provincia de Orense, Galicia.

## Organización territorial
La parroquia está formada por ocho entidades de población, constando siete de ellas en el nomenclátor del Instituto Nacional de Estadística español:
- Borruga
- Cesuris
- Cubeiros
- Langullo
- La Madroa (A Madroa)
- La Mata (A Mata)
- San Payo (San Paio)
- San Pedro

## Demografía

### Parroquia
| Gráfica de evolución demográfica de Cesuris (parroquia) entre 2000 y 2022 |
|                                                                           |
| Datos según el nomenclátor publicado por el INE.                          |

### Entidad de población
No constan los datos demográficos de la entidad de población ni en el INE español ni en el IGE gallego.